# خاندان سیوا گنجی
خاندان سیوا گنجی (به ژاپنی: 清和源氏 Seiwa Genji) موفق‌ترین و قدرتمندترین شاخه از خاندان میناموتو بود که از  امپراتور سیوا (۸۷۸–۸۵۰) پنجاه و ششمین امپراتور ژاپن منشعب شده بود. بسیاری از معروف‌ترین رزمندگان میناموتو، از جمله میناموتو نو یوشی‌ایه، میناموتو نو یوریتومو، بنیان‌گذار شوگون‌سالاری کاماکورا و آشیکاگا تاکائوجی، بنیان‌گذار شوگون‌سالاری آشیکاگا، به این شاخه متعلق بودند. تاکدا شینگن، جنگاور نامدار تاریخ ژاپن نیز از این خاندان بود. همچنین  توکوگاوا ایه‌یاسو (۱۵۴۳–۱۶۱۶)، بنیان‌گذار شوگون‌سالاری توکوگاوا، ادعا داشت که به این شاخه از خاندان میناموتو منسوب است.